# Begijnendijk
Begijnendijk è un comune belga di 9 468 abitanti nelle Fiandre (Brabante Fiammingo).